# Biliești
Biliești is een Roemeense gemeente in het district Vrancea.
Biliești telt 2614 inwoners.